# Sphaerodactylus
Genre
Sphaerodactylus est un genre de geckos de la famille des Sphaerodactylidae.

## Répartition
Les 115 espèces de ce genre se rencontrent en Amérique.

## Description
Ce sont dans l'ensemble des animaux de petite taille (dont le plus petit représentant des geckos à l'heure actuelle, Sphaerodactylus ariasae, découvert récemment et dont la taille est inférieure à 2 cm), avec une apparence svelte et un museau en pointe, et qui pour beaucoup pondent un seul œuf à la fois (alors que la plupart des geckos en pondent deux à la fois).

Ce sont pour la plupart des reptiles terrestres et nocturnes, qui se nourrissent d'insectes.

## Liste des espèces
Selon The Reptile Database (31 mars 2015) :
- Sphaerodactylus alphus McCranie & Hedges, 2013 ;
- Sphaerodactylus altavelensis Noble & Hassler, 1933 ;
- Sphaerodactylus argivus Garman, 1888 ;
- Sphaerodactylus argus Gosse, 1850 ;
- Sphaerodactylus ariasae Hedges & Thomas, 2001 ;
- Sphaerodactylus armasi Schwartz & Garrido, 1974 ;
- Sphaerodactylus armstrongi Noble & Hassler, 1933 ;
- Sphaerodactylus asterulus Schwartz & Graham, 1980 ;
- Sphaerodactylus beattyi Grant, 1937 ;
- Sphaerodactylus becki Schmidt, 1919 ;
- Sphaerodactylus bromeliarum Peters & Schwartz, 1977 ;
- Sphaerodactylus caicosensis Cochran, 1934 ;
- Sphaerodactylus callocricus Schwartz, 1976 ;
- Sphaerodactylus celicara Garrido & Schwartz, 1982 ;
- Sphaerodactylus cinereus Wagler, 1830 ;
- Sphaerodactylus clenchi Shreve, 1968 ;
- Sphaerodactylus cochranae Ruibal, 1946 ;
- Sphaerodactylus continentalis Werner, 1896 ;
- Sphaerodactylus copei Steindachner, 1867 ;
- Sphaerodactylus corticola Garman, 1888 ;
- Sphaerodactylus cricoderus Thomas, Hedges & Garrido, 1992 ;
- Sphaerodactylus cryphius Thomas & Schwartz, 1977 ;
- Sphaerodactylus dacnicolor Barbour, 1910 ;
- Sphaerodactylus darlingtoni Shreve, 1968 ;
- Sphaerodactylus difficilis Barbour, 1914 ;
- Sphaerodactylus dimorphicus Fong & Diaz, 2004 ;
- Sphaerodactylus docimus Schwartz & Garrido, 1985 ;
- Sphaerodactylus dunni Schmidt, 1936 ;
- Sphaerodactylus elasmorhynchus Thomas, 1966 ;
- Sphaerodactylus elegans Macleay, 1834 ;
- Sphaerodactylus elegantulus Barbour, 1917 ;
- Sphaerodactylus epiurus Thomas & Hedges, 1993 ;
- Sphaerodactylus exsul Barbour, 1914 ;
- Sphaerodactylus fantasticus Duméril & Bibron, 1836 ;
- Sphaerodactylus gaigeae Grant, 1932 ;
- Sphaerodactylus gilvitorques Cope, 1862 ;
- Sphaerodactylus glaucus Cope, 1866 ;
- Sphaerodactylus goniorhynchus Cope, 1895 ;
- Sphaerodactylus graptolaemus Harris & Kluge, 1984 ;
- Sphaerodactylus guanajae McCranie & Hedges, 2012 ;
- Sphaerodactylus heliconiae Harris, 1982 ;
- Sphaerodactylus homolepis Cope, 1886 ;
- Sphaerodactylus inaguae Noble & Klingel, 1932 ;
- Sphaerodactylus intermedius Barbour & Ramsden, 1919 ;
- Sphaerodactylus kirbyi Lazell, 1994 ;
- Sphaerodactylus klauberi Grant, 1931 ;
- Sphaerodactylus ladae Thomas & Hedges, 1988 ;
- Sphaerodactylus lazelli Shreve, 1968 ;
- Sphaerodactylus leonardovaldesi McCranie & Hedges, 2012 ;
- Sphaerodactylus leucaster Schwartz, 1973 ;
- Sphaerodactylus levinsi Heatwole, 1968 ;
- Sphaerodactylus lineolatus Lichtenstein & Von Martens, 1856 ;
- Sphaerodactylus macrolepis Günther, 1859 ;
- Sphaerodactylus mariguanae Cochran, 1934 ;
- Sphaerodactylus microlepis Reinhardt & Lütken, 1862 ;
- Sphaerodactylus micropithecus Schwartz, 1977 ;
- Sphaerodactylus millepunctatus Hallowell, 1861 ;
- Sphaerodactylus molei Boettger, 1894 ;
- Sphaerodactylus monensis Meerwarth, 1901 ;
- Sphaerodactylus nicholsi Grant, 1931 ;
- Sphaerodactylus nigropunctatus Gray, 1845 ;
- Sphaerodactylus notatus Baird, 1859 ;
- Sphaerodactylus nycteropus Thomas & Schwartz, 1977 ;
- Sphaerodactylus ocoae Schwartz & Thomas, 1977 ;
- Sphaerodactylus oliveri Grant, 1944 ;
- Sphaerodactylus omoglaux Thomas, 1982 ;
- Sphaerodactylus oxyrhinus Gosse, 1850 ;
- Sphaerodactylus pacificus Stejneger, 1903 ;
- Sphaerodactylus parkeri (Grant, 1939) ;
- Sphaerodactylus parthenopion Thomas, 1965 ;
- Sphaerodactylus parvus King, 1962 ;
- Sphaerodactylus perissodactylius Thomas & Hedges, 1988 ;
- Sphaerodactylus phyzacinus Thomas, 1964 ;
- Sphaerodactylus pimienta Thomas, Hedges & Garrido, 1998 ;
- Sphaerodactylus plummeri Thomas & Hedges, 1992 ;
- Sphaerodactylus poindexteri McCranie & Hedges, 2013 ;
- Sphaerodactylus ramsdeni Ruibal, 1959 ;
- Sphaerodactylus randi Shreve, 1968 ;
- Sphaerodactylus rhabdotus Schwartz, 1970 ;
- Sphaerodactylus richardi Hedges & Garrido, 1993 ;
- Sphaerodactylus richardsonii Gray, 1845 ;
- Sphaerodactylus roosevelti Grant, 1931 ;
- Sphaerodactylus rosaurae Parker, 1940 ;
- Sphaerodactylus ruibali Grant, 1959 ;
- Sphaerodactylus sabanus Cochran, 1938 ;
- Sphaerodactylus samanensis Cochran, 1932 ;
- Sphaerodactylus savagei Shreve, 1968 ;
- Sphaerodactylus scaber Barbour & Ramsden, 1919 ;
- Sphaerodactylus scapularis Boulenger, 1902 ;
- Sphaerodactylus schuberti Thomas & Hedges, 1998 ;
- Sphaerodactylus schwartzi Thomas, Hedges & Garrido, 1992 ;
- Sphaerodactylus semasiops Thomas, 1975 ;
- Sphaerodactylus shrevei Lazell, 1961 ;
- Sphaerodactylus siboney Fong & Diaz, 2004 ;
- Sphaerodactylus sommeri Graham, 1981 ;
- Sphaerodactylus sputator (Sparrman, 1784) ;
- Sphaerodactylus storeyae Grant, 1944 ;
- Sphaerodactylus streptophorus Thomas & Schwartz, 1977 ;
- Sphaerodactylus thompsoni Schwartz & Franz, 1976 ;
- Sphaerodactylus torrei Barbour, 1914 ;
- Sphaerodactylus townsendi Grant, 1931 ;
- Sphaerodactylus underwoodi Schwartz, 1968 ;
- Sphaerodactylus vincenti Boulenger, 1891 ;
- Sphaerodactylus williamsi Thomas & Schwartz, 1983 ;
- Sphaerodactylus zygaena Schwartz & Thomas, 1977.

## Espèces fossiles
Selon Fossilworks, au moins deux espèces provenant des gisements d'ambre de la République dominicaine, datant du Miocène inférieur à moyen, des étages Burdigalien et Langhien, soit il y a environ entre 20,4 et 13,8 Ma (millions d'années) sont connus :
- † Sphaerodactylus dommeli Bohme, 1984[3],[4] ;
- † Sphaerodactylus ciguapa Daza et Bauer, 2012[5],[6].

## Publication originale
- Wagler, 1830 : Natürliches System der Amphibien : mit vorangehender Classification der Säugethiere und Vögel : ein Beitrag zur vergleichenden Zoologie. München p. 1-354 (texte intégral).